# 左弗如
左弗如（1902年—1979年），女，中国地方教会同工，曾任上海市基督教三自爱国委员会副主席。

## 生平
左弗如原在美南长老会在苏州齐门开办的福音医院工作，1933年11月19日，与福音医院的几位女信徒开始地方教会的擘饼聚会。1934年被迫离开医院，迁居高师巷2号聚会处。
1937年淞沪会战期间，左弗如前往江西牯岭带领特别聚会，年底取道香港返沪。1938年8月到长沙，10月到桂林工作，兴起桂林地方教会。
1948年到1950年代初，左弗如是福州鼓岭“执事之家”的负责人，在土改运动中，曾由于簽名問題而受到难为。
1956年1月29日，李渊如、汪佩真、张愚之、蓝志一等作为“倪柝声反革命集团首恶份子”被逮捕，左弗如宣布站到“人民立场”上，而在改组后的上海地方教会中，和唐守临、任钟祥一同负责。1956年5月在上海市基督教第二届代表会议上，当选为上海市三自副主席，在1961年4月的上海市基督教第三届代表会议上再次当选。
1979年，左弗如因癌症去世。同年得到平反。